# سندرم ناشنوایی–ایکتیوز–التهاب قرنیه
سندرم ناشنوایی-ایکتیوز-التهاب قرنیه (انگلیسی: Keratitis–ichthyosis–deafness syndrome) که با عناوین سوختگی پیشرونده پوستی قرنیه‌ای، اریترودرمای شبه ایکتیوز با درگیری قرنیه و ناشنوایی و سندرم کی‌آی‌دی هم شناخته می‌شود، یک بیماری نادر است که در بدو تولد یا دوران شیرخواری آغاز شده و با کدورت پیشروندهٔ قرنیه، هیپرکراتوز خفیف گسترده یا پلاک‌های مجزای قرمزرنگ و ناشنوایی حسی-عصبی همراه است.: 483, 513 : 565 
این بیماری در اثر جهش در ژن GJB2 ایجاد می‌شود.